# 1955 no carnaval
Nesta página encontrará referências aos acontecimentos directamente relacionados com o carnaval ocorridos durante o ano de 1955.

## Eventos
- 10 de Novembro - Fundação da escola de samba Mocidade Independente de Padre Miguel.
- O Império Serrano vence o carnaval carioca com o enredo "Exaltação a Caxias". É o 5º título da escola

## Nascimentos
| Data | Nome | Profissão | Nacionalidade | Observações | Ref |
| ---- | ---- | --------- | ------------- | ----------- | --- |

## Mortes
| Data | Nome | Profissão | Nacionalidade | Observações | Ref |
| ---- | ---- | --------- | ------------- | ----------- | --- |